# المسافرون (مسلسل)
المسافرون (بالإنجليزية: Travelers) مُسلسل خيال علمي كندي - أمريكي، من ثلاثة مواسم بدأ عرض الموسم الأول عام 2016، والموسم الثالث في عام 2018، وهو من تأليف براد رايت وبطولة إيريك مكورماك، وهو من إنتاج قناة شوكيس ونتفليكس، كما يمتلك موقع نتفليكس حقوق البث حول العالم. يتكون كلٌ من الموسم الأول والثاني من إثنا عشرة حلقة، والموسم الثالث عشر حلقات.

## الممثلين والشخصيات
- إيريك مكورماك بدور عميل الشرطة الفدرالية غرانت ماكلارين[3]
- مكينزي بورتر بدور مارسي
- جاريد أبراهامسون بدور تريفور
- جاي. أليكس برينسون
- نيستا كوبر بدور كارلي
- رايلي دولمان بدور فيليب
- باتريك غيلمور بدور ديفيد
- أرنولد بينوك
- ديلان بلايفير
- إيان تريسي

## روابط خارجية
- المسافرون على موقع IMDb (الإنجليزية)
- المسافرون على موقع ميتاكريتيك (الإنجليزية)
- المسافرون على موقع روتن توميتوز (الإنجليزية)
- المسافرون على موقع نتفليكس (الإنجليزية)
- المسافرون على موقع أول موفي (الإنجليزية)
- المسافرون على موقع فيلمافينيتي (الإسبانية)
- المسافرون على موقع كينوبويسك (الروسية)
- المسافرون على موقع ألو سيني (الفرنسية)
- المسافرون على موقع قاعدة بيانات الفيلم (الإنجليزية)